# خوسيه سوزا
خوسيه سوزا (بالإسبانية: José Sosa)‏ هو لاعب كرة قدم أرجنتيني يلعب لصالح نادي ميلان الإيطالي يتميز باللمسة الفنية والحس التهديفي بالضربات الحرة.

## شهادة
لعبت سوسا لاستوديانتس بين عامي 2002 و2007. وكان أبرز جدال في مسيرته حتى الآن مساعدة استوديانتس للفوز بلقب الدوري للمرة الأولى منذ عام 1983 بتسجيله هدف التعادل من ركلة حرة ضد بوكا جونيورز الأرجنتيني في المباراة النهائية 2006 البلاي اوف.
وبعد تلك المباراة، سيميوني الأرجنتيني دييجو سوزا مدير أوصت لاتسيو، واشار إلى أنه في الصحافة التي كانت مهتمة الأندية الأوروبية الأخرى في سوسا. في 24 فبراير 2007، أعلن عن اتفاق بين استوديانتس وبايرن ميونيخ الألماني، وبعد أربعة أيام، ولم يتم الكشف عن تفاصيل عملية النقل. تلقى استوديانتس في المئة € 6000000 زائد عشرة من أي نقل في المستقبل. عقد سوسا هو بقيمة 4500000 € على مدى أربع سنوات.
بقي سوسا مع استوديانتس للفترة المتبقية من البطولة الختامية للموسم 2007. يوم 29 أكتوبر 2009، أعلن نادي بايرن ميونيخ أن لاعب خط الوسط الأرجنتيني المعارين لاستوديانتس ناديه السابق للفترة المتبقية من الموسم الحالي. وبحلول نهاية الإعارة له، في 30 أغسطس 2010، وأكد أنه كان سوسا نابولي الإيطالية الانضمام إلى جنب لمبلغ لم يكشف عنه توقيع اتفاق لمدة أربع سنوات.

## شهادة الدولية
سوسا لعبت لمنتخب الأرجنتين تحت 20 عاما الفريق خلال 2003 كأس العالم للشباب.
صياغة مدرب المنتخب الوطني الفيو باسيلي سوسا لمنتخب كبير يوم 28 فبراير 2007. وقال سوزا للصحفيين بانه «لن أنسى أبدا هذا الثلاثاء» والذي حقق معه اثنين من أحلام طفولته (نقل إلى نادي أوروبي كبير والدعوة إلى المنتخب الوطني).
لعب لأول مرة كبديل في مباراة ودية ضد المكسيك يوم 9 مارس 2007. بدأ أول مباراة له ضد تشيلي، في 18 أبريل 2007. وصل أول هدف له مع Albiceleste في 23 يناير 2010، في الفوز 3-2 في مباراة ودية ضد كوستاريكا، وسجل الهدف الأول في المباراة بضربة رأس في الدقيقة 10.

## مع مرتبة الشرف
ألقاب النادي الموسم
استوديانتس الأرجنتيني الأسباني 2006 شعبة الأرجنتين
2007 الألمانية بايرن ميونيخ كأس رابطة اندية المحترفين
2008 الألمانية بايرن ميونيخ كأس
2008 الدوري الألماني بايرن ميونيخ
2008 الأرجنتيني لكرة القدم في دورة الألعاب الأولمبية الصيفية لعام 2008—بطولة رجالية
|-
بتاريخ 30 نوفمبر 2009

## روابط خارجية
- خوسيه سوزا على موقع الاتحاد الدولي (مؤرشف)  (الإنجليزية)
- خوسيه سوزا على موقع الاتحاد الأوربي (الإنجليزية)
- خوسيه سوزا على موقع اتحاد تركيا (لاعب) (الإنجليزية)
- خوسيه سوزا على موقع اتحاد أوكرانيا (الإنجليزية)
- خوسيه سوزا على موقع قاعدة بيانات كرة القدم.إي يو (الإنجليزية)
- خوسيه سوزا على موقع بيانات كرة القدم. دي إي (الألمانية)
- خوسيه سوزا على موقع ناشيونال فوتبول تيمز (الإنجليزية)
- خوسيه سوزا على موقع Soccerway.com (الإنجليزية)
- خوسيه سوزا على موقع عالم كرة القدم.نت (الإنجليزية)
- خوسيه سوزا على موقع كووورة